# Sautel
Sautel é uma comuna francesa na região administrativa de Occitânia, no departamento de Ariège. Estende-se por uma área de 9,13 km². Em 2010 a comuna tinha 117 habitantes (densidade: 12,8 hab./km²).